# Beccarinda
Beccarinda es un género con nueve especies de plantas perteneciente a la familia Gesneriaceae.

## Descripción
Es una planta herbácea perennifolia, raramen te subarbustos. Las hojas son basales sin tallo o tallo sin ramas. Indumento con oelos blancos, marrón o rojo-púrpura. Las hojas pecioladas con la lámina elíptica o ovada a ovada-orbicular con la base cordada. La inflorescencia en cima axilar, con 5 sépalos libres. Corola de color azul-púrpura o roja, campanulada, bilabiada. El fruto es una cápsula. GTiene un número de cromosomas de : 2n = 20.

## Taxonomía
El género fue descrito por Carl Ernst Otto Kuntze y publicado en Revisio Generum Plantarum 2: 470. 1891.
Etimología
El nombre del género fue otorgado en honor de Odoardo Beccari, explorador y botánico italiano.
En el año 2018 se siguen haciendo análisis de dicha especie en la India.  

## Especies
- Beccarinda argentea (J.Anthony) B.L.Burtt
- Beccarinda cordifolia (J.Anthony) B.L.Burtt
- Beccarinda erythrotricha W.T.Wang
- Beccarinda griffithii Kuntze
- Beccarinda minima K.Y.Pan
- Beccarinda paucisetulosa C.Y.Wu ex H.W.Li
- Beccarinda sinensis (Chun) B.L.Burtt
- Beccarinda sumatrana B.L.Burtt
- Beccarinda tonkinensis (Pellegr.) B.L.Burtt